# HA Schult

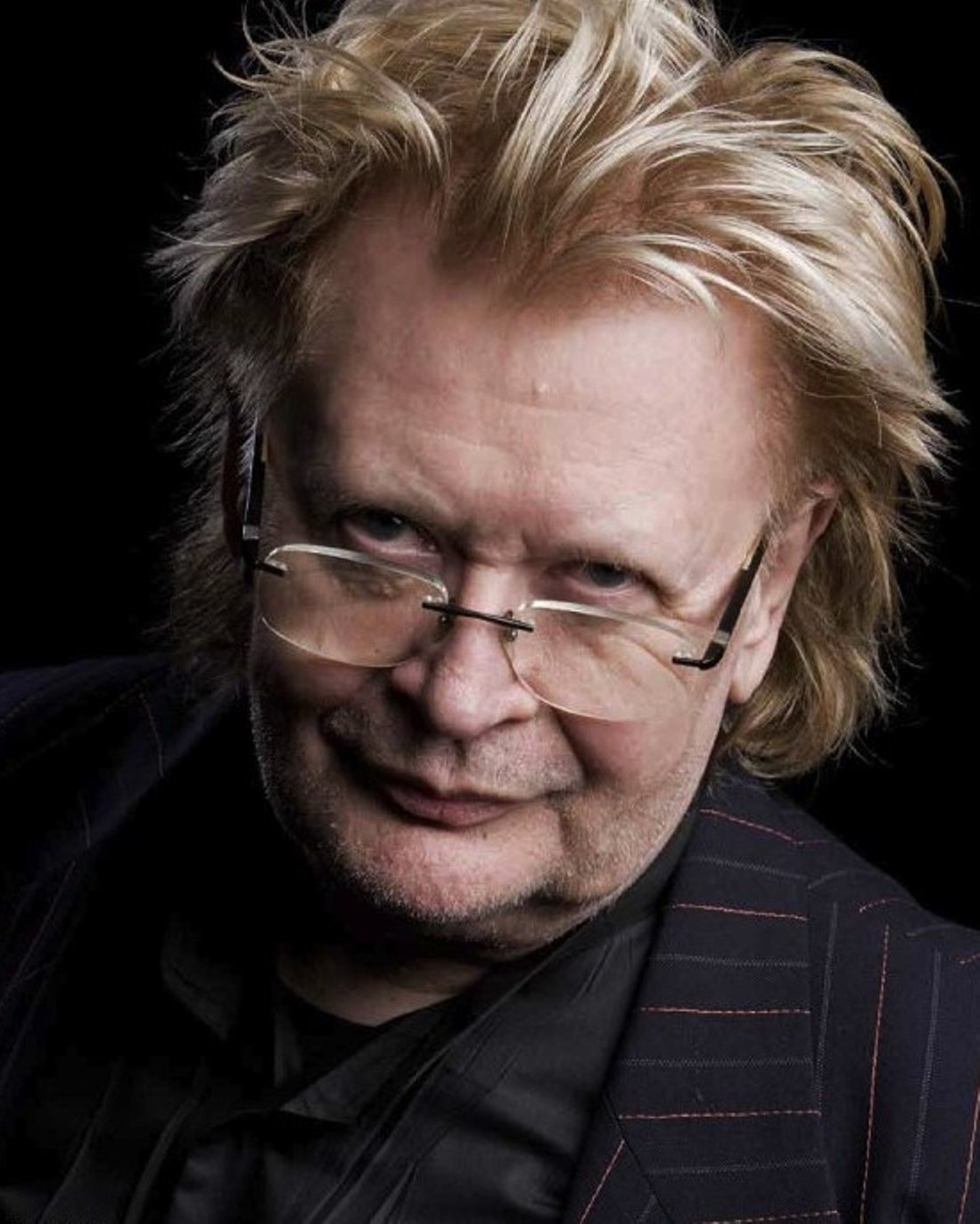
HA Schult, 2011

HA Schult (* 24. Juni 1939 als Hans-Jürgen Schult in Parchim) ist ein deutscher Künstler, der durch Objekt- und Aktionskunst bekannt geworden ist. Zu seinen bekanntesten Werken gehören das Flügelauto in Köln und die weltweit ausgestellten Trash People.

## Werdegang
HA Schult wurde 1939 in Parchim geboren und wuchs in Berlin auf. Nach der Einschulung in Ost-Berlin besuchte er zahlreiche Oberschulen in Ost- und West-Berlin. Von 1958 bis 1961 studierte er an der Kunstakademie Düsseldorf bei Karl Otto Götz. Von 1961 bis 1978 lebte er in München und stellte 1970 im Kunstverein Ingolstadt aus. Von 1978 bis 1980 wohnte er in Köln und von 1978 bis 1986 in New York. 1986 gründete er das Museum für Aktionskunst in Essen. Von 1986 bis 1991 pendelte er zwischen Deutschland und New York, und von 1991 bis 1992 lebte er in Berlin. 1992 zog er mit seinem Museum von Essen nach Köln um.
Seit 2007 wird jährlich der von ihm initiierte ÖkoGlobe als erster internationaler Umweltpreis an die Mobilitätsindustrie verliehen. 2009 wurde er zusammen mit Ferdinand Dudenhöffer Gründungsdirektor des ÖkoGlobe Instituts an der Universität Duisburg-Essen.
Schult realisierte zahlreiche Aktionen in Zusammenarbeit mit seiner Muse und früheren Ehefrau Elke Koska und danach mit der aus Moskau stammenden Violinistin und Performancekünstlerin Anna Zlotovskaya, mit der er seit 2010 in vierter Ehe verheiratet ist. Schult ist Vater zweier Söhne; einer ist der Film- und Fernsehregisseur und Grimme-Preisträger Kolin Schult.
HA Schult war 1972 mit der Biokinetischen Landschaft Teilnehmer der Documenta 5 in Kassel und auch 1977 auf der Documenta 6 als Künstler vertreten. Im Bundestagswahlkampf 2009 engagierte er sich für die Fortsetzung der Kanzlerschaft von Angela Merkel. Er ist einer der Erstunterzeichner des auf der Internetseite der Emma veröffentlichten „Offenen Briefs an Kanzler Olaf Scholz“ vom 29. April 2022, der sich gegen Waffenlieferungen an die Ukraine nach dem russischen Überfall auf die Ukraine ausspricht.

## Auswahl seiner Werke
- Aktion 20.000 km (1970),[11]

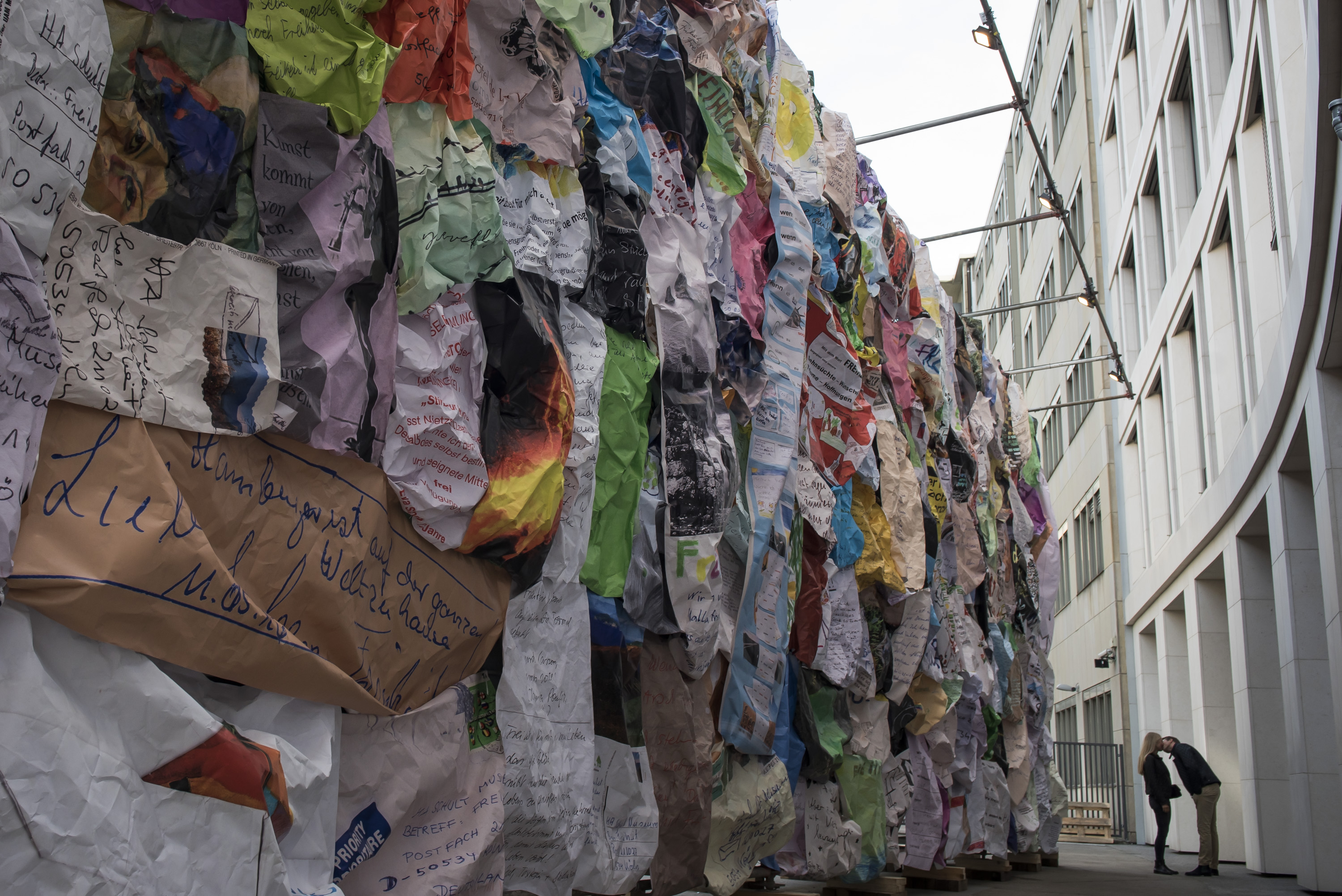
Hamburger Freiheitswand (2016)

- Venezia Vive (Venedig, 1976),[12] „Crash“ (New York, 1977),
- Ruhr-Tour (Ruhrgebiet, 1978),[13]
- Now (New York City, 1983),[14] New York is Berlin (1985, er zeigte mit dem New Yorker Guggenheim-Museum die nachgebaute Berliner Mauer mit Brandenburger Tor),[15]
- Fetisch Auto (Köln, 1989),[16]
- Marble Time und Der Krieg (St. Petersburg, 1994) und Rheingeist (Rheinland, 1996).[13]

1998 realisierte HA Schult den Friedensspeicher in Osnabrück und 2010/11 Corona save the Beach Hotel in Rom und Madrid.
Es folgten 2014 die Tableaus Home-Heimat in Siegburg und WIR das Tier auf dem Tollwood-Festival in München.
2015 zeigte er die Tableaus Ratinger Freiheit am Andreas-Quartier in Düsseldorf und Angesichts Karl Marx im Museum Karl-Marx-Haus in Trier. 2015 bis 2016 entstand für die Globale des ZKM Zentrum für Kunst und Medientechnologie Karlsruhe das Umweltprojekt ActionBlue. Am 30. September 2016 wurde die Freiheitswand in Hamburg enthüllt.
2020 stellte Schult in Köln auf dem Börsenplatz und in Mülheim an der Ruhr in der Galerie an der Ruhr in der Villa Schmitz-Scholl sein Tableau des Vergessens, 150 ausrangierte Bild-Zeitungsautomaten als stumme Verkäufer, bearbeitet und signiert, als Memorial des Medienumbruchs aus. Der Verkaufserlös der Kunstwerke wurde für Obdachlosenprojekte eingesetzt.
2025 entstanden die Installationen Aufruf zum Glück.
| Titel                             | Jahr      | Ort | Text | Foto                                         |
| --------------------------------- | --------- | --- | --- | -------------------------------------------- |
| Der Goldene Vogel („Flügelauto“)  | seit 1991 | Köln | Ein Auto als goldener Vogel. Entstanden 1991 im Rahmen der Aktion „Fetisch Auto“ in Köln. Das Kunstwerk steht heute auf dem Dach des Kölnischen Stadtmuseums. Der frühere Kölner Regierungspräsident Antwerpes verlangte unter Hinweis auf den Denkmalschutz die Entfernung des Autos, aber das zuständige Ministerium duldete einen (bis heute andauernden) „vorübergehenden“ Verbleib des Gegenstands. | Flügelauto in Köln                           |
| Weltkugel                         | seit 1996 | Köln | Von 1996 bis 2000 thronte die beleuchtete Weltkugel auf dem 70 Meter hohen Pylon der Severinsbrücke in Köln. Das tonnenschwere Metallgerüst der Weltkugel hat einen Durchmesser von acht Metern und wurde per Helikopter auf der Brücke installiert. Die weithin sichtbare Illumination der Kontinente und des überdimensionalen Erdenbürgers wurde von dem Kölner Bühnen- und Mediendesigner Michael Zilz entwickelt. Am 15. Oktober 2000 wurde die konstruktiv überarbeitete Weltkugel mit einem Hubschrauber von der Severinsbrücke zum heutigen Standort auf dem Dach des linksrheinisch neben der Zoobrücke gelegenen Gebäudes der DEVK-Zentrale geflogen. | Weltkugel auf der DEVK Zentrale              |
| Trash People („Müllmenschen“)     | seit 1996 | Xanten, Paris, Moskau, Peking, Chinesische Mauer, Kairo, Gizeh, Zermatt, Kilkenny Castle, Gorleben, Brüssel, Köln, New York, Rom, Barcelona, Syracus, Longyearbyen, Telgte, Mochental, Luxemburg, Tel Aviv, Lhasa, Monschau | Die Trash People starteten ihren Zug um die Welt 1996 in Xanten und machten Station in Paris und Moskau (1999), Peking und an der Chinesischen Mauer (2001). Danach wurden sie in Kairo und Gizeh (2002), Zermatt (2003), Kilkenny Castle (2003), Gorleben (2004) und 2005 in Brüssel ausgestellt. Bis Mai 2006 waren die eintausend 1,80 m großen, aus Müll gepressten Figuren auf dem Roncalliplatz vor dem Kölner Dom zu sehen. Die Trash People machten einen Stopp auf der Piazza del Popolo in Rom, und ab Juni 2007 bevölkerten sie die Plaça Reial in Barcelona, bevor sie in Syrakus gezeigt wurden. Im März 2011 besuchten die Trash People die Arktis und wurden im Flusstal Adventdalen in der Nähe der Ansiedlung Longyearbyen auf Spitzbergen aufgestellt. Bevor die Figuren ins Museum gebracht wurden, waren sie 2011 in Telgte im Münsterland und 2013 in Mochental zu sehen. Im April 2014 standen sie Ariel Sharon Park in Tel Aviv und im September auf dem Place Clairefontaine in Luxemburg. Im August 2016 waren die Trash People am Schinkelplatz sowie im Dezember 2017 am Werderscher Markt in Berlin zu Gast. Seit April 2023 stehen zehn Figuren in Melsungen in der Werkanlage Buschberg der Firma B. Braun. | Trash People vor dem Kölner Dom              |
| Hotel Europa                      | 1999      | Troisdorf | Die als Kaiserbau bekannte Hotelruine des Bauunternehmers Franz Kaiser an der A 59 bei Troisdorf wurde 1999 von Schult zum Hotel Europa verwandelt. 130 großformatige Porträts bekannter Persönlichkeiten schmückten die Fassade des aus den 1970er Jahren stammenden Rohbaus. Das Projekt war ursprünglich als langfristige Installation und Touristenattraktion geplant, da die prognostizierten Besucher jedoch ausblieben, ließ die Stadt Troisdorf den Nutzungsvertrag mit Schult bereits nach einem Jahr auslaufen. Der Bau wurde schließlich am 13. Mai 2001 gesprengt und die Installation eingelagert. | Hotel Europa                                 |
| Love Letters („Liebesbriefe“)     | 2001      | Berlin | Die Hälfte der etwa 100.000 auf einen deutschlandweiten Aufruf hin eingesandten Liebesbezeugungen wurden 2001 im alten Postfuhramt in Berlin zu einer Rauminstallation ausgelegt und das Gebäude von außen mit 5000 auf Spezialfolie vergrößerten Exemplaren verkleidet. | „Liebesbriefe“ am Berliner Postfuhramt, 2001 |
| Trees for Peace („Friedensbäume“) | 2003      | Essen | Tausende von Friedenswünschen in gemalter, geschriebener und fotografierter Form wurden von HA Schult in die Birken auf dem Gelände der Zeche Zollverein in Essen gehängt. |                                              |
| Herz aus Müll                     | 2007–2015 | Rom, Paderborn, Köln, Dortmund | Zum ersten Mal kreierte Schult das Herz aus Müll 2007 mit römischen Kindern. 2013 machte er anlässlich einer Retrospektive mit über 100 seiner Werke im Diözesanmuseum Paderborn ein neues Herz aus Müll mit Schulkindern in Paderborn sowie auf der Kölner Domplatte und 2015 in Dortmund. | Grafik Herz aus Müll                         |
| Wertgigant                        | 2021      | München, Hannover, n.n. | Die sechs Meter hohe Skulptur Wertgigant soll auf den in Haushalten anfallenden Elektronikschrott aufmerksam machen und ein Mahnmal gegen die Wegwerfgesellschaft darstellen. Das Versicherungsunternehmen „Wertgarantie“ als Sponsor will die Skulptur langfristig nach Hannover holen. Zuerst war sie in München aufgestellt, danach für zwei Wochen hinter dem Neues Rathaus in Hannover, um dann nach Berlin und Düsseldorf zu wandern. | „Wertgigant“ am Neuen Rathaus Hannover, 2021 |
| AQUA-VIVA-Blaue Burg-Blaues Gold  | 2023      | Bad Lippspringe | |                                              |

## ÖkoGlobe
Der ÖkoGlobe war ein von HA Schult in 2007 initiierter, international anerkannter Umweltpreis für die Mobilitätsindustrie, mit dem jährlich besonders umweltfreundliche Pkws ausgezeichnet wurden. Der ÖkoGlobe wurde bis 2012 jährlich von HA Schult, der DEVK Deutsche Eisenbahn Versicherung, dem ACV Automobil-Club Verkehr, dem im Juni 2009 gegründeten ÖkoGlobe-Institut der Universität Duisburg-Essen und einer Jury aus Wissenschaftlern, Politikern und Unternehmensvertretern in zehn verschiedenen Kategorien verliehen. Die Schirmherrschaft hatte der Bundesminister für Umwelt, Naturschutz und Reaktorsicherheit übernommen. Im Jahr 2011 beschäftigte sich das Marketingjournal in einer Ausgabe mit der Marke Ökoglobe.

## Zitate
„Die Freiheit einer Gesellschaft ist so groß wie die, die sie ihrer Kunst gibt.“

„Wir produzieren Müll, sind aus Müll geboren und werden wieder zu Müll.“